# Naláczy–Fáy-kastély
A nalácvádi Naláczy–Fáy-kastély műemlék épület Romániában, Hunyad megyében. A romániai műemlékek jegyzékében a  HD-II-a-A-03369 sorszámon szerepel.